# Elaeocarpus dubius
Elaeocarpus dubius là một loài thực vật có hoa trong họ Côm. Loài này được DC. mô tả khoa học đầu tiên năm 1903.